# 노웅래
노웅래(盧雄來, 1957년 8월 3일~)는 대한민국의 정치인이다. 제 17·19·20·21대 국회의원, 더불어민주당 산하의 정책연구기관인 민주연구원의 원장이다. 아버지는 국회의원과 마포구청장을 역임한 노승환이다.

## 생애
노웅래는 1982년 매일경제신문을 거쳐 1985년 MBC에 입사, 21년동안 취재현장을 지키며 소신과 열정의 기자생활을 했다. 사회부와 경제부를 거쳐, 지금도 탄탄히 자리를 지키고 있는 MBC의 대표 시사고발프로그램 ‘시사매거진 2580’을 탄생시켜 진행했고, 대통령 선거방송 기획단을 맡아 이끌었다.
1989년 연세대학교에서 열린 전교조 출범식을 단독 보도했고, 시사매거진 2580팀에서 '나이트클럽 탈세' '부실도시가스' 등 굵직한 보도를 했다. “기자가 진실에 접근할수록 그것을 감추려는 세력으로부터 수많은 위협과 회유에 봉착한다”라며 MBC기자 당시의 소회를 담담하게 써내려간 저서 「따뜻한 눈으로 세상을 보자, MBC뉴스 노웅래입니다!」라는 자서전이 잔잔한 감동을 주었다는 평도 받았다.

### MBC 노조위원장
노웅래는 2001년 전국언론노조 MBC본부 위원장에 당선됐는데, 노조원 90%가 넘는 지지를 받은 최초의 노조위원장으로서 2002년 3월, 임기를 마칠 때까지 언론개혁과 공정방송, 방송민주화를 위해 노력해왔다. 2002년 대선을 앞두고 당시 한나라당의 신보도지침에 대항해 ‘언론자유수호 결의대회’를 가진 바 있다.
이미 노조위원장 이전이었던 1995년에 공정방송을 요구하며 9일간의 단식투쟁을 했던 경험도 있다. 노조위원장 2년의 임기동안 MBC 내의 비정규직 차별철폐를 요구하며 정규직의 고통분담을 합의, 정규직 임금은 동결하는 대신 비정규직 임금을 2년 연속 25% 포인트씩 올리는 등 비정규직 차별철폐를 온몸으로 실천한 바 있다. 특히 어려운 고비 때마다 기자총회를 열어 의견을 충분히 청취하는 등 민주적 노조운영을 해왔다.

### 2002년 이후의 정치 활동
2002년 3월, MBC 퇴사 후 아버지 노승환을 따라서 정계에 입문하고 새천년민주당에 입당하였다. 2002년 11월, 대선당시 노무현 후보를 공개적으로 지지하였다. 그 후 새천년민주당의 구민주계가 노무현 대통령을 위협하자 새천년민주당의 개혁세력에 합류해 열린우리당을 창당하였고 열린우리당이 분당되던 시절 중도통합민주당에 합류하지 않고 열린우리당이 흡수합당 될 때까지 열린우리당을 지켰다.정치적인 모습으로는 보수적이나 통합진보당 불법해산사건 당시 통합진보당 불법해산을 저지하기 위해서 단식과 농성을 3주일간 진행하였으며 박근혜 정권의 인사들을 청문회에서 강하게 공격하였다.더불어민주당 대권후보 선출 당시에는 문재인 후보자를 공개적으로 지시하고 친노의 적통후계자 문재인을 뽑아달라고 당원들에게 호소하였다.이런 대중적인 호감 이미지에 노웅래의원은 다시 마포구에 공천되었고 4선에 성공하여 마포구의 제왕이라는 수식어가 붙게 되었다.
노웅래는 2003년 기자생활을 마무리하며 “군림하는 정치권력이 아니라 현장에서 발로 뛰고, 정치가 생활 그 자체가 될 수 있는 생활정치, 공공서비스로서의 정치를 구현하겠다”는 신념으로 제도권 정치에 뛰어들었다.
 17대 국회의원으로 당선된 이후 문화관광위원회와 보건복지위원회, 국회운영위원회 활동을 해왔고, 18대 국회에서 낙선의 고배를 마시고 재입성한 19대 국회에서는 미래창조과학방송통신위원회 위원, 안전행정위원회 위원 뿐만 아니라 예산결산특별위원회, 남북관계 및 교류협력 발전 특별위원회, 국민안전혁신특별위원회 위원까지 쉼없이 의정활동에 매진하고 있다.

노웅래는 2004년 정치에 첫 입문할 때부터 국회의원으로서는 거의 사례가 없는 개인휴대폰번호를 명함에 기재해 국민의 소리를 우선 듣겠다는 소통의 정치를 실천하고 있다. 이는 주민의 작은 소리도 크게 듣고, 크고 작은 민원도 가리지 않고 언제든 달려가겠다는 뜻이라고 한다.

#### 17대국회 의정활동
지난 17대 국회에 입성하자마자, 도시재정비촉진특별법 개정을 통해 열악한 마포의 주거환경 개선을 제도적으로 가능하게 했는데 이를 통해 층수제한과 용적율 제한 규정이 완화되었다. 또 2007년 마포발전의 최대 장애물이었던 경의선 철도부지 8만여평을 50년간 무상임대하기로 정부와 협약하고 경의선숲길 공원을 조성하기로 했다. 17대 국회 당시 국회의원으로 정치의 꽃이라는 국회 원내대변인도 맡아 주요정책에 관하여 국민들께 알리는 창구역할을 했고, 각 당의 의견을 조율하는 수석 부대표로서 발군의 갈등조정능력을 발휘하기도 했다.
노웅래는 2004년 국정감사 NGO모니터단 국정감사 우수의원을 시작으로, 2005년 시민일보 의정행정대상 수상, 2007년 21세기 한국인상 정치공로상, 2008년 자랑스런 중앙언론인상까지 연거푸 받으며 평가를 받아왔다.

#### 19대국회 의정활동
2012년, 낙선이후 와신상담 4년동안 갈고 닦아 재입성하게 된 제19대 국회에서 눈에 띄는 의정활동을 펼쳤는데, 가장 큰 성과가 바로 2013년 3월 이마트 비정규직 노동자 1만2천명을 한꺼번에 정규직화한 것이다.
2012년부터 이마트의 노조탄압행위에 대한 1만여건의 내부문건을 공개해 대기업의 횡포를 고발하고, 전세계 노동계 역사상 전무후무한 일이라는 평가를 받으며 대기업의 노조파괴 형태에 대한 국민적 관심과 더불어 제도개선을 이끌어내 시민단체, 노조 등에서 감사패까지 전달받았다.
이후 대기업이 하청업체 단가를 부당하게 후려치는 것을 막는 '하도급법' 개정안을 대표발의 해 본회의에서 통과시켰고, 야당의 사무총장으로서 우리 시대의 고질적인 병폐인 공직자의 비리 부정을 뿌리뽑기 위해 각계의 수정요구에도 굴하지 않고, 부정청탁 금지 및 공직자 이해충돌방지법, 일명 '김영란법'을 주도해 통과시켰다.
대통령의 사면권 남용을 막기 위해 비리·횡령·배임 등 반사회적 범죄의 경우 사면이 불가능하게 하고 사면심사위원회를 통해 사면 대상자를 선정하도록 하는 사면법을 발의해 권력자, 돈 있는 자, 대기업보다는 국민의 편에 서서 약자의 이익을 대변하고 있다.
노웅래는 민주당이 선정하는 국정감사 우수 의원으로 4년 연속 선정됐고, 국정감사 NGO모니터단 국정감사 우수의원, 유권자시민행동 대한민국 유권자 대상 등 언론사, 시민단체 선정 십여개의 우수의원상을 받았다.

#### 20대국회 의정활동
노웅래 의원은 교육문화체육위원회 국정감사에서 박근혜 대통령이 안종범 청와대 수석에게 지시해 전경련을 모금 창구로 해서 재벌들에게 774억원을 불법 모금한 비리 부정을 처음으로 밝혀냈다.
아울러, 노웅래 의원은 이화여대가 편법으로 학칙을 개정하여 비선실세 최순실의 딸인 정유라를 체육특기생으로 불법 입학시키고, 학교에 나오지 않았는데도 성적과 출석을 다 인정해 준 부당한 학사관리 특혜 문제를 처음으로 제기하여 20대 국회 첫 국정감사에서 3선 중진의원으로서 정국을 뒤흔들고 있는 ‘박근혜·최순실 게이트’와 관련되어 비선 실세 의혹 자료제공과 문제점을 집요하게 지적하여 박근혜-최순실 게이트가 밝혀지는 데 큰 일조를 했다는 평가를 받았다.
노웅래는 9월 27일 문화체육관광부 국정감사에서 대기업들이 미르·K스포츠 재단에 이사회규정을 어기며 거액을 출연한 것을 문제를 제기하였으며, 안종범 청와대 정책조정수석이 전경련에 출연금을 압박했다는 녹취록을 공개하여 청와대가 모금과정에 개입한 정황을 밝혀냈고, 국립국악원의 외부 강사 선발 특혜 문제를 질타하여 재발 방지 대책을 주문했다.
9월 28일 열린 교육부 국정감사에서는 이화여대가 학칙을 개정하여 최순실의 딸인 정유라가 입학 할 수 있도록 예외규정을 신설했다는 문제를 제기하였고, 교육부 대학 특성화 사업 사업이 ‘대학 총장직선제’등 대학 연구 역량과 직접 관계가 없는 사항을 주요 평가 기준으로 내세워 당락이 뒤바뀐 것을 지적하며 사업이 전면 수정돼야 한다고 주장했다. 또한, 현재 개발 중인 국정역사교과서가 독재 정권 미화 등 역사 왜곡 가능성이 커 집필 기준을 즉각 공개해야 한다고 질타했고, 제 식구 감싸기 식의 소청이 이뤄지고 있는 교원소청심사위원회 위원구성에 대해 지적하고 대안을 제시했다. 아울러, 유치원·초등학교 등 어린이 활동공간에서 납, 카드뮴, 수은등의 중금속이 대량으로 검출된 것에 지적하며 실태조사를 주문했다.
9월 29일 열린 문화재청 국정감사에서는 박근혜-최순실 게이트의 핵심 재단인 미르재단이 프랑스 유명 요리 학교 에콜 페랑디와 MOU 과정에서 청와대가 개입했다는 의혹을 제기했다. 그리고 2016년 경주 지진과 관련되어 문화재청 현안 질의로 첨성대·불국사 대웅전이 훼손되면 복원자료가 없어 원형복원이 불가하다고 지적했고, 4대궁 내 발암 가능성이 높은 농약이 사용된 적이 있어 안전 관리를 준수해야 한다고 강조했다.
9월 30일 열린 교육부 소관 유관기관 및 산하기관 국정감사에서는 한국장학재단의 국가장학금 2유형의 부실관리와 국민 체감과 동떨어지는 반값등록금 구조에 대해 지적했고, 한국학중앙연구원의 이념 편향적인 교사연수를 질타했다.
10월 4일 열린 문화체육관광부 2차관 소관 유관기관 및 산하기관 국정감사에서는 공기업 GKL의 불법모객행위와 VIP 고객들에게 불법 성 접대 문제를 지적하며 공기업으로서 윤리와 책무를 요구했다. 그리고 한국관광공사가 2015년 밀라노엑스포 개최 5개월을 앞두고 전시 감독을 차은택으로 교체하는 과정에서 청와대나 문체부가 압력을 행사했다는 의혹을 제기했고, 비선 실세 최순실 딸 정유라의 승마 국가대표 특혜 의혹을 밝혀냈다.
10월 6일 열린 광역시 교육청 국정감사에서는 시도교육청 소속 음주운전 혐의를 가진 공무원들이 음주운전 적발 당시 공무원 신분을 은폐한 것을 질타하며 공무원 윤리 강화교육과 대안을 마련할 것을 촉구했고, 학교 폭력피해자 칼부림 사건, 교사 성범죄와 관련하여 재발 방지를 요구했다. 아울러, 서울시교육청에서 받은 자료를 분석하여 이명박 전 대통령이 전 재산을 사회에 환원하겠다며 만든 청계재단이 최근 장학사업을 포기하고 재단의 목적을 복지사업으로 바꾸려다 정부에게 퇴짜를 맞은 것을 밝혀냈다.
10월 7일 열린 도 교육청 국정감사에서는 시·도교육청 소속 학교들의 흡연실 설치현황에 대해 질의하여 간접흡연으로부터 학생들을 보호할 수 있게 개선을 요구했고, 화재에 취약한 샌드위치 패널로 만들어진 학교 건물들에 대해 안전대책 마련을 촉구했다.
10월 10일 열린 문화체육관광부 1차관 소관 유관기관 및 산하기관 국정감사에서는 영화진흥위원회가 태평양전쟁 당시 일본 전범들을 피해자로 미화하는 영화를 예술영화로 채택한 것을 질타했고, 한국문화예술위원회의 주먹구구식 추경예산 사용에 대해 지적했다. 또한, 게임물관리위원회의 콘텐츠의 다양성을 제재하는 비영리 PC게임 의무적 등급분류신청과 노상 불법 뽑기 게임기 관리실태 부실에 대해 지적과 개선을 요구했다.
10월 11일 열린 국공립대학 국정감사에서는 백남기 농민 사인규명과 관련하여 서울대병원장 등에게 질의하여 진실을 밝히는 데 앞장섰다.
10월 13일 열린 문화체육관광부 및 문화재청 소관 종합 국감에서는 문체부가 그동안 비선 실세 의혹의 핵심인 미르·케이스포츠 재단의 설립허가 취소 사유가 없다고 밝혔던 것을 뒤집는 국회 입법조사처의 유권해석을 공개하여 문체부의 두 재단 감싸기와 조력 행위를 중단하고 설립 취소 조치를 취해야 한다고 질타했고, 비선 실세 최순실 딸 정유라를 지원하기 위해 모나미가 독일 승마장 구입한 것을 밝혀냈다.
10월 14일 열린 교육부 소관 종합 국감에서는 국정역사교과서에 1948년을 대한민국 건국으로 기술하여 임시정부의 법통성을 부정하는 것을 지적했고, 자질과 능력 부족으로 논란이 된 이기동 한국학중앙연구원 이사장 해임을 건의했다. 아울러, 정당한 근로의 대가로 지급해야 할 조교임금을 장학금으로 둔갑시키는 대학원들의 문제점을 조명하여 개선을 요구했다.
노웅래 의원은 3주간의 국정감사 기간 동안 소홀함이 없이 새벽까지 매진하여 비선 실세 ‘박근혜-최순실 게이트’ 의혹을 밝히는 데 큰 역할을 했다는 평가이다. 일부 언론사의 국정감사 평가에서는 “의혹마다 노웅래 의원이 제공한 재료들이 한 움큼”이라는 호평도 받았다. 뿐만 아니라 교육, 문화, 문화재 등 다양한 분야에 대해서도 피감기관의 문제점을 집요하게 지적하고 대안을 제시하는 정책 국감을 하였다는 평가이다.

#### 지역 의정 활동
노웅래는 서울 마포갑 국회의원으로서 마포발전을 위한 다양한 활동을 해왔는데, 경의선숲길 공원 조성을 위해 철도시설공단으로부터 무상임대를 이끌어냈을 뿐만 아니라 공사를 위한 국비를 꾸준히 확보해 총 438억원의 예산이 들어갔다. 2016년 완공예정인 경의선숲길은 서울시 선정 가장 잘한 정책 2위에 선정됐고, 마포구민 뿐만 아니라 주변에서도 마포를 찾는 계기가 됐다.
2016년 확보한 국비예산 중 마포지역 예산만 967억원에 이르고, 서울시로는 드물게 지난 4년간 행정자치부, 국민안전처, 교육부 등으로부터 총 67억원의 특별교부금을 교부받았다. 4년동안 CCTV 150대를 설치하는 데 총 29억 5천만원의 예산이 투입됐고, 해당 지역구에 있체는 초,중,고등학교에 화장실 개선, 방음벽 설치, LED교체 등 학교예산으로 총 189억원의 예산이 투입됐다.
노웅래 의원의 공약사업 가운데 하나인 산업인력공단의 리모델링 사업이 종합일자리센터로 조성되기 위해 283억원이 투입될 예정이고, 서울시와 중앙정부의 한강되살리기계획이 발표돼 마포유수지 문화복합 컴플렉스가 추진될 것이다.
또 노웅래의원 주도로 경의선 만리재역 신설, 마포대로 백범로 교통정 해결을 위한 연구용역, 서강대교 북단 진출입로 개선을 위한 타당성 조사 등이 실시 중에 있어 20대국회 때까지 연속적으로 사업을 추진할 필요성이 제기 중이다.
노웅래는 2015년부터 '노변정담'이라는 프로젝트를 시작, 마포지역의 여러 현안에 대해 누구나 허심탄회하게 민원, 정치 이슈, 정책 제언, 난상 토론 등을 제안해 자유롭게 만남을 가지는 것이다. 총 15번의 노변정담을 통해 아파트 주민, 상인회, 동호회, 학부모, 대학생까지 주민들을 직접 만나 각종 민원과 정책제안을 수령하는 간담회를 실시했다.

## 청탁 대가 금품 수수
2020년 2월부터 12월 다섯 차례에 걸쳐서 노웅래는 브로커 박 모씨 측으로부터 발전소 납품사업의 청탁 명목, 용인 물류센터 인허가 알선․청탁 명목, 태양광발전사업의 청탁 명목, 국세청 인사청탁 명목, 동서발전 인사청탁 명목 등으로 6000만 원의 뇌물 및 불법 정치자금을 받았다.
노웅래는 구체적인 청탁을 주고받은 뒤 돈을 받으면서 ‘저번에 주셨는데 뭘 또 주냐, 저번에 그거 제가 잘 쓰고 있는데’라고 말하며, 돈봉투를 부스럭거렸다. 노웅래는 ‘귀하게 쓸게요. 고맙습니다. 공감정치로 보답하렵니다’라고 돈을 주어서 고맙다고 문자메시지를 보냈고, ‘저번에 도와주셔서 잘 저걸 했는데 또 도와주느냐’며 전화 통화를 하였으며, 문자메시지를 통해 청탁한 내용을 더 구체적으로 알려달라고 하였다. 노웅래는 청탁받은 내용을 자필로 메모하였고, 의원실 보좌진 업무수첩에 기록하였으며, 청탁을 이행하기 위해서 공공기관의 국정 의정 시스템을 이용해서 청탁 내용을 질의하고 회신하였다.
2023년 3월 29일 서울중앙지방검찰청 반부패수사2부는 노웅래를 불구속 기소했다.

## 경력
- 1983년 9월~1985년 5월: 매일경제신문 기자 입사
- 1985년 12월~2003년 11월: MBC 보도국 기자, 사회부 차장(카메라 출동 팀장) (사회부/경제부/시사매거진 2580/대통령선거방송 기획단)
- 2001년~2003: MBC 노조위원장, 전국언론노동조합 부위원장
- 2004년 4월 15일: 대한민국 제17대 국회의원 선거 당선(서울 마포구 갑, 열린우리당, 초선)
- 2004년 5월 30일~2008년 5월 29일: 제17대 국회의원 (서울 마포구 갑, 열린우리당→대통합민주신당→통합민주당, 초선)
- 2004년 5월~2007년 5월: 제17대 국회 문화관광위원회 위원
- 2006년 1월~2007년 1월: 열린우리당 원내 공보부대표, 제17대 국회 운영위원회 위원
- 2007년 5월~2008년 5월: 제17대 국회 보건복지위원회 위원
- 2012년 4월 11일: 대한민국 제19대 국회의원 선거 당선(서울 마포구 갑, 민주통합당, 재선)
- 2012년 5월 30일~2016년 5월 29일: 제19대 국회의원 (서울 마포구 갑, 민주통합당→민주당→새정치민주연합→더불어민주당, 재선)
- 2012년 7월~2013년 3월: 국회 문화체육관광방송통신위원회 위원
- 2012년 7월~2013년 3월: 민주당 정책위 부의장
- 2012년 7월~2013년 3월: 사단법인 선행칭찬본부 사회공헌위원장
- 2012년 7월~2013년 3월: 국회 스카우트 의원연맹 위원
- 2012년 6월~2013년 6월: 민주당 서울특별시당 위원장
- 2013년 한국신문윤리위원회 위원
- 2013년 3월~2014년 5월: 국회 미래창조과학방송통신위원회 위원
- 2013년 6월~2014년 1월: 민주당 당대표 비서실장
- 2014년: 민주당 조직강화특위 위원장
- 2014년 2월~2014년 3월: 민주당 사무총장
- 2014년 2월~2014년 3월: 새정치민주연합 공직선거후보자추천관리 위원장
- 2014년 2월~2014년 3월: 민주당 마포(갑) 지역위원회 위원장
- 2014년 3월: 새정치민주연합 사무총장
- 2014년 6월~: 혈액암협회 공동이사
- 2014년 6월~: 일촌공동체 마포센터 상임고문
- 2014년 6월~: 한.호주 의원친선협회 부회장
- 2014년 6월~: 한일의원연맹 상임간사
- 2014년 6월~2015년 6월: 새정치민주연합 새로운대한민국위원회 안전사회추진단 단장
- 2014년 6월~2015년 6월: 새정치민주연합 마포(갑) 지역위원회 위원장
- 2014년 6월~2015년 6월: 국회 예산결산특별위원회 위원
- 2014년 6월~2015년 6월: 국회 남북관계 및 교류협력 발전 특별위원회 간사
- 2014년 11월~2015년 7월: 국회 국민안전혁신특별위원회 간사
- 2014년 6월~2016년 5월: 국회 안전행정위원회 예산결산기금심사소위원장
- 2014년 6월~2016년 5월: 국회 안전행정위원회 위원
- 2016년 4월 13일: 대한민국 제20대 국회의원 선거 당선(서울 마포구 갑, 더불어민주당, 3선)
- 2016년 5월 30일~2020년 5월 29일: 제20대 국회의원(서울 마포구 갑, 더불어민주당, 3선)
- 2016년 6월~2018년 5월: 국회 전반기 문화체육관광위원회 위원
- 2016년 7월: 더불어민주당 중앙선거관리위원장
- 2017년 1월~: 광화문국제아트페스티벌 조직위원장
- 2018년 7월~2020년 5월: 국회 후반기 과학기술정보방송통신위원회 위원장
- 민주연구원 이사
- 2020년 4월 15일: 대한민국 제21대 국회의원 선거 당선(서울 마포구 갑, 더불어민주당, 4선)
- 2020년 5월 30일~2024년 5월 29일: 제21대 국회의원(서울 마포구 갑, 더불어민주당, 4선)
- 2020년 7월~: 제21대 국회 전·후반기 환경노동위원회 위원
- 2020년 7월~2022년 5월: 제21대 국회 전반기 정보위원회 위원
- 2020년 7월~: 국회 미래정책연구회 공동대표의원
- 2020년 8월~2021년 4월: 더불어민주당 최고위원
- 2020년 11월~: 민족화해협력범국민협의회 상임의장
- 2020년 12월~: 더불어민주당 세계한인민주회의 부의장
- 2021년 4월~2021년 4월: 대법관(천대엽) 임명동의에 관한 인사청문특별위원회 위원장
- 2021년 6월~ 2022년 11월 민주연구원장
- 2022년 4월~ 넷제로 2050 기후재단 자문위원
- 2022년 4월~ (사)한국지속가능캠퍼스협회 일반이사

### 내역
- 2004년 국정감사 NGO모니터단 국정감사 우수의원
- 2005년 제3회 시민일보 의정행정대상 국회의원 부문
- 2007년 제6회 21세기 한국인상 정치공로상
- 2008년 자랑스런 중앙언론인상
- 2012년 제9회 국제비지니스대상 출판부문 동상
- 2013년 510 유권자대상
- 2013년 전국지역신문협회 의정대상 국회의원 부문
- 2013년 제11회 시민일보 의정행정대상 국회의원 부문
- 2013년 국정감사 NGO모니터단 국정감사 우수의원
- 2013년 민주당 국정감사 우수의원
- 2014년 글로벌이코노믹 국정감사 우수의원
- 2014년 새정치민주연합 국정감사 우수의원
- 2015년 연합매일신문 대한민국 의정대상
- 2015년 유권자시민행동 대한민국 유권자 대상
- 2015년 시민일보 의정·행정대상 국회의원부문
- 2015년 수도권일보 국정감사 우수의원
- 2015년 한국언론기자협회 대한민국 모범국회의원대상
- 2015년 새정치민주연합 국정감사 우수의원상
- 2016년 대한민국 인물대상 선정위원회) 대한민국 의정대상

## 학력
- 서울공덕국민학교(졸업)
- 대성중학교(졸업)
- 대성고등학교(졸업)
- 중앙대학교(철학 학사)
- 한국방송통신대학교(중어중문학 학사)
- 동국대학교 언론정보대학원(언론정보학 석사)

## 역대 선거 결과
|  | 44.21% |

|  | 45.38% |

|  | 54.25% |

|  | 51.92% |

|  | 55.99% |

## 소속 정당
| 소속 정당 | 소속 정당      | 소속 기간 | 비고      |
| --------- | -------------- | --------- | --------- |
|           | 열린우리당     | 2004~2007 | 정계 입문 |
|           | 무소속         | 2007      | 탈당      |
|           | 대통합민주신당 | 2007~2008 | 창당      |
|           | 통합민주당     | 2008      | 합당      |
|           | 민주당         | 2008~2011 | 당명 변경 |
|           | 민주통합당     | 2011~2013 | 합당      |
|           | 민주당         | 2013~2014 | 당명 변경 |
|           | 새정치민주연합 | 2014~2015 | 합당      |
|           | 더불어민주당   | 2015~현재 | 당명 변경 |

## 같이 보기
- 마포구 갑
- 서울 마포구의 국회의원